# Dosinia tranquebarica
Dosinia tranquebarica is een tweekleppigensoort uit de familie van de Veneridae. De wetenschappelijke naam van de soort is voor het eerst geldig gepubliceerd in 1977 door Fischer-Piette.